# Massarosa
Massarosa – miejscowość i gmina we Włoszech, w regionie Toskania, w prowincji Lukka.
Patronem gminy jest św. Jakub Większy Apostoł.
Według danych na rok 2004 gminę zamieszkiwało 20 036 osób, 294,6 os./km².

## Miasta partnerskie
- Gmina Łużna